# Avenida La Esperanza
La Avenida La Esperanza, también conocida Avenida Calle 24 o Avenida Luis Carlos Galán es una vía que recorre la ciudad de Bogotá, Colombia de oriente a occidente.

## Trazado
La avenida La Esperanza inicia justo en la intersección de la Avenida de Las Américas y la Carrera 36, a un lado de las residencias Antonio Nariño (la primera urbanización de ese estilo en Colombia) y a menos de 500 metros del recinto ferial Corferias. Si la uniéramos con la Carrera 36, la Avenida empezaría en la Calle 19, en el sector de Paloquemao.
Luego de su comienzo en la localidad de Teusaquillo, la Avenida La Esperanza, conduce a la localidad de Fontibón atravesando en su camino sectores como Quinta Paredes, la embajada de los Estados Unidos de América, Sauzalito, Ciudad Salitre, Modelia, Capellanía y la Avenida Carrera 100. Al final de su recorrido desde el oriente, finaliza en la Carrera 129, en la localidad de Fontibón.

## Sitios de importancia en la vía

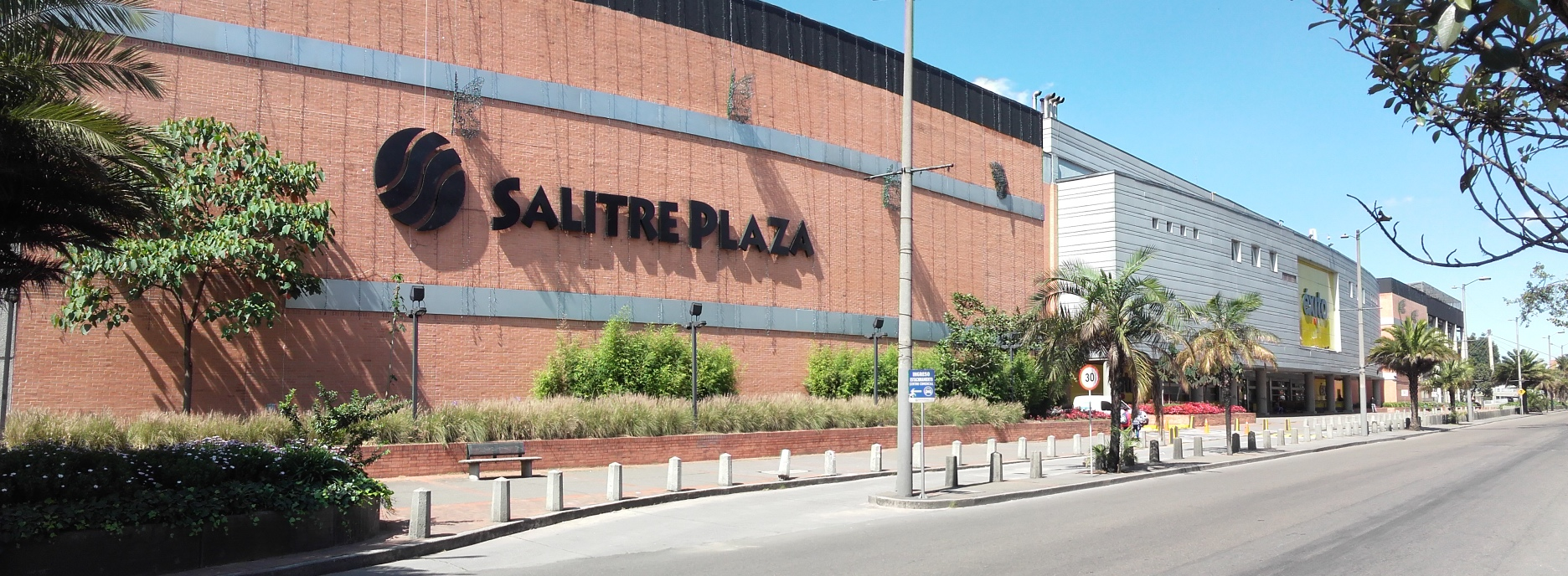
Salitre Plaza en la vía

En el recorrido de la avenida podemos encontrar lugares importantes, empezando por Corferias, también al Centro Comercial Gran Estación (el Costado Esfera de este), más al occidente nos encontramos con el Centro Comercial Salitre Plaza (y su barrio), Maloka y la entrada a la Terminal de Transportes de Ciudad Salitre, los dos primeros en la localidad de Teusaquillo, y los dos últimos nombrados, en la localidad de Fontibón.

## Transporte
La avenida cuenta con el Sistema Integrado de Transporte Público, pero no con el TransMilenio. La paralela Calle 26, es la vía más cercana que posee ambos servicios de transporte, pero también se suele usar mucho el servicio de Taxi.
- Datos: Q56317850